# Pro pár dolarů navíc
Pro pár dolarů navíc (v italském originále Per qualche dollaro in più) je italský spaghetti western z roku 1965. Režíroval ho Sergio Leone a hlavní role si v něm zahráli Clint Eastwood, Lee Van Cleef a Gian Maria Volonté. Roli druhého filmového padoucha si zahrál německý herec Klaus Kinski. Hudbu složil Ennio Morricone. Jedná se o druhý díl tzv. dolarové trilogie.

## Příběh
Eastwood (označovaný jako "muž beze jména") a Van Cleef (plukovník Douglas Mortimer označovaný jako "muž v černém") představují dva lovce odměn na stopě El India (Volonté), jednoho z nejhledanějších mužů v západních teritoriích, a jeho party (jednoho z nich hraje Kinski). Indio je nemilosrdný, inteligentní muž. Má hudbu hrající kapesní hodinky, které nechává hrát před střeleckými souboji. Záběry do minulosti ukazují, že hodinky byly milencův dar mladé ženě (Rosemary Dexter), která se zabila, zatímco ji El Indio znásilňoval.
Oba lovce odměn svede dohromady pátrání po jistém Canaghovi a rozhodnou se spojit síly proti El Indiovi. Ten má právě v plánu vykrást banku v El Pasu. Ve hře je milion dolarů.

## Produkce
Po kasovním úspěchu předchozího filmu v Itálii se režisér Sergio Leone a jeho nový producent Alberto Grimaldi rozhodli zahájit produkci pokračování. K tomu ale potřebovali, aby Clint Eastwood souhlasil, že si v dalším filmu zahraje (není ovšem jasné, zda představuje tu samou postavu jako v prvním díle). Clint Eastwood nebyl ochotný zavázat se k druhému filmu, když ještě ani neviděl ten první. Brzy dostal italskou verzi prvního filmu, kterou sledoval společně s přáteli. Prý si ale všichni film užili, jako kdyby byl v angličtině. Nikdo nerozuměl ani slovo, ale líbil se jim vizuální styl a akce. Eastwood tedy souhlasil, že s Leonem bude spolupracovat znovu.
Film byl natočen ve španělském městě Almería, interiéry v římských studiích Cinecittà. Výtvarník Carlo Simi postavil v Almeríi reprodukci El Pasa, která stále existuje jako turistická atrakce Mini Hollywood .